# Paria
Der Begriff Paria wird im Deutschen im Sinne von Ausgestoßener bzw. Außenseiter verwendet. Das Wort leitet sich vom tamilischen Namen Paraiyar (Tamil பறையர் paṟaiyar) für die unterste Kastengruppe in den südindischen Bundesstaaten Tamil Nadu und Kerala her. In Sanskrit wird Paria als das Chandala genannt.

## Indien
Der Name der Berufsgruppe Paraiyar in Tamil Nadu ist nach verbreiteter Ansicht von einer alten Rahmentrommel abgeleitet, die auf Tamil und Malayalam parai heißt. Die Paraiyar könnten auch umgekehrt für die von ihnen mitgeführte Trommel namensgebend gewesen sein. Den Paraiyar oblag Herstellung und Spielen dieser Trommel. Zur Herstellung von Trommeln gehört die Verarbeitung von Fellen, die von geschlachteten Tieren abgezogen werden, was als unreine Tätigkeit gilt und einzig die Aufgabe der „Unberührbaren“ und allgemein von unteren Bevölkerungsschichten ist. Ein entsprechend verallgemeinerter Ausdruck in Nordindien ist Chamar (Hindi चमार camār). Mit Chamar wurde die Bezeichnung für „Schuhmacher“ – die ebenso durch die Verarbeitung von Tierhaut als unrein gelten – auf andere sozial Niedrigstehende und Ausgegrenzte ausgeweitet. Auf Kanaresisch heißt die entsprechende Gruppe Holeya und auf Telugu Malavadu.
Andere Benennungen für ausgegrenzte Bevölkerungsgruppen sind Harijan, eine von Mahatma Gandhi eingeführte, beschönigende Umschreibung („Kind[er des Gottes] Hari bzw. Vishnu“), und Dalit, heute die übliche Eigenbezeichnung für Gruppen außerhalb des Kastensystems.
Der englische Begriff pariah wurde mit der Zeit über ganz Indien ausgedehnt. Paria dient auch als Bezeichnung für Kastenlose. Sie werden gesellschaftlich gemieden und dürfen nur als unrein angesehene Arbeiten verrichten, darunter fallen auch die Arbeiten, bei denen man mit Blut in Berührung kommt. Zu den Paria können zum Beispiel Hebammen, Schlachter, Straßenfeger oder Wäscher gehören. Die Ausgrenzung und Diskriminierung hält bis heute in bestimmten Teilen Indiens an.

## Japan
In Japan existiert ein ähnliches gesellschaftliches Phänomen, da eine Minderheit der japanischen Bevölkerung Nachkommen einer als Burakumin („Bewohner der Sondergemeinde“) bezeichneten Minderheit sind. Im deutschen Sprachraum wird diese gesellschaftliche Problematik oft als japanische „Paria-Kaste“ bezeichnet.

## Paria als politischer und soziologischer Begriff
Das Wort „Paria“ ist seit dem 17. Jahrhundert in europäischen Sprachen bekannt. Goethe veröffentlichte 1823 seine Paria-Trilogie. Max Weber, der Anfang des 20. Jahrhunderts „Paria“ als allgemeinen soziologischen Begriff für Ausgestoßene einführte, bezeichnet die Juden an mehreren Stellen seines Werkes Die Wirtschaftsethik der Weltreligionen als ein „Pariavolk“:

„Das eigentümliche religionsgeschichtlich-soziologische Problem des Judentums lässt sich weitaus am besten aus der Vergleichung mit der indischen Kastenordnung verstehen. Denn was waren, soziologisch angesehen, die Juden? Ein Pariavolk.“

Wie Joachim Radkau ausführt, übernahm Hannah Arendt diesen Begriff von Max Weber. Sie deutete ihn wie schon zuvor Bernard Lazare, der im Zuge der Dreyfus-Affäre den jüdischen Paria in einen politischen Kampf gegen die Gesellschaft und den jüdischen Parvenü führen wollte: Juden lebten bis ins 20. Jahrhundert als ‚Pariavolk‘ in der Gesellschaft und wurden trotz ihrer Assimilation im 19. und 20. Jahrhundert in Westeuropa nicht als ebenbürtig anerkannt. Der Paria war nach Arendt ein Mensch, der wegen seines Andersseins zum Außenseiter erklärt und von der Gesellschaft verachtet wurde; als Parvenü verleugnete er unbewusst sein Anderssein, um von der herrschenden Gesellschaft anerkannt zu werden.
Arendt unterschied weiter zwei Pariaformen – den Revolutionär und den auch außerhalb der herrschenden Gesellschaft stehenden Schnorrer.

„In beiden Formen, als Revolutionär in der Gesellschaft der anderen wie als Schnorrer in der eigenen, von den Brosamen und den Idealen der Wohltäter lebend, bleibt der Paria dem Parvenu verhaftet, ihn schützend und unter seinem Schutz.“

Der bewusste Paria stand für Arendt außerhalb der Gesellschaft und hätte durch seine Distanz bessere Einblicke in diese gehabt. Sie nannte als Beispiel Franz Kafka, Rahel Varnhagen und Charlie Chaplin, obwohl er ein Scheinjude war, und als gesellschaftlich eingebundene Gestalt der europäischen Assimilation Heinrich Heine. In ihrer Habilitationsarbeit Rahel Varnhagen. Lebensgeschichte einer Jüdin in der Romantik stellte Arendt fest, dass Varnhagen nur als „Jüdin und Paria“ ihre Anerkennung und ihren „Platz in der Geschichte der europäischen Menschheit“ hätte finden können.